# (9104) Matsuo
(9104) Matsuo (1996 YB) – planetoida z pasa głównego asteroid okrążająca Słońce w ciągu 4,65 lat w średniej odległości 2,79 j.a. Odkryta 20 grudnia 1996 roku.